# آبي ألفاريز
آبي ألفاريز (بالإنجليزية: Abe Alvarez) هو لاعب كرة قاعدة أمريكي، ولد في 17 أكتوبر 1982 في لوس أنجلوس في الولايات المتحدة.

## وصلات خارجية
- آبي ألفاريز على موقع دوري كرة القاعدة الرئيسي (الإنجليزية)
- آبي ألفاريز على موقعبيزبول رفرنس.كوم (الدوري الرئيسي) (الإنجليزية)
- آبي ألفاريز على موقعبيزبول رفرنس.كوم (الدوري الثانوي) (الإنجليزية)
- آبي ألفاريز على موقع إي إس بي إن.كوم (أم.أل.بي) (الإنجليزية)
- آبي ألفاريز على موقع مشجعي الرسوم البيانية (الإنجليزية)